# Mémorial de Tchang Kaï-chek
Le mémorial de Tchang Kaï-chek (chinois traditionnel : 中正紀念堂 ; pinyin : Zhōngzhèng jìniàntáng ; anglais : Chiang Kai-shek Memorial Hall) est un monument national et mémorial érigé en mémoire de Tchang Kaï-chek, ancien président de la république de Chine. Il est situé dans le district de Zhongzheng de Taipei, à Taïwan.

## Présentation

### Localisation et description extérieure

Logo du mémorial.

Le bâtiment se situe dans le district de Zhongzheng, à l'ouest de la Hangzhou South Road, à l'est de la Zhongshan South Road, au nord de la Aiguo East Road et au sud de la Xinyi Road. Ses parois sont en marbre blanc naturel. Il est construit sur trois plateformes en étage. Son toit octogonal, inspiré du temple du Ciel de Pékin et recouvert de tuiles en verres de teinte bleu nuit, culmine à 70 mètres de haut, et son escalier frontal totalise 89 marches, représentant l'âge de Tchang-Kaï-chek le jour de sa mort
Il est entouré par la place de la Liberté ainsi qu'un jardin public, qui est entre autres orné de végétations aux couleurs rouge, blanche et bleu, représentant le drapeau national de la république de Chine. Depuis 1987, les Théâtre national et Salle de concert nationale sont érigés en vis-à-vis sur la place.

### Aménagement intérieur
Le hall principal du mémorial accueille une statue de bronze imposante à l'effigie de Tchang Kaï-chek, d'une hauteur de dix mètres. Le coût de cette statue est estimé à 23 millions de Nouveau dollar de Taïwan, auxquels il faut ajouter 1,2 million pour la fabrication.
Les couleurs de l'édifice, entre autres le plafond en cyprès chauve et le sol en granit rouge du hall principal, sont naturelles et non artificiellement retouchées.
L'architecture des plateformes englobe plusieurs salles d'exposition sur la vie du premier président de la république de Chine.

## Historique
Après la mort du président de la république de Chine Tchang Kaï-chek le 5 avril 1975, le gouvernement taïwanais établit un « comité d'obsèques », qui décide au mois de juin de construire un mémorial en l'honneur du défunt. Le 2 juillet, l'emplacement du futur édifice est arrêté ; une ruelle souterraine est envisagée pour faciliter les travaux. Au mois d'août, un appel d'offres est lancé pour concevoir les plans de l'édifice. Alors que 43 projets ont été proposés, cinq d'entre eux sont sélectionnés après un premier examen préliminaire. Après que ces derniers aient travaillé sur une version plus aboutie de leurs plans, c'est celle de l'architecte Yang Cho-cheng (en) qui est finalement sélectionnée par le comité composé d'experts taïwanais et internationaux. Les derniers détails sont finalisés après cette nomination.

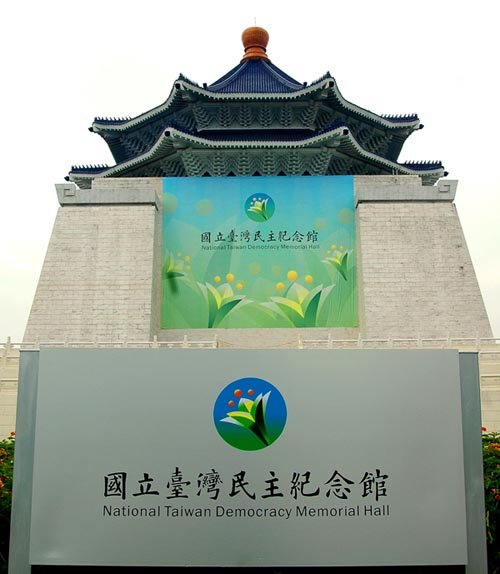
Entrée du mémorial en 2007, alors renommé Mémorial national de la démocratie jusqu'en 2009.

Le 31 octobre 1976, date correspondant au 90e anniversaire de la naissance de Tchang Kaï-chek, une cérémonie est organisée pour la pose de la première pierre. Le mémorial est finalement inauguré le 5 avril 1980, soit 5 ans après la mort de l'ancien chef d'État.
En mai 2007, le président Chen Shui-bian, du Parti démocrate progressiste, rebaptise le Mémorial de Chiang Kaï-shek sous le nom, selon lui plus neutre de « Mémorial national de la démocratie » (國立中正紀念堂管理處). Ce changement est dénoncé par la coalition pan-bleue comme une action politique du PDD pour dénoncer l'héritage historique de la république de Chine. La statue de bronze du hall principal est toujours présente, mais les murs de salle sont ornés de cerfs-volants, symbolisant le thème du « vent de la démocratie ». En 2009, le gouvernement du nouveau président Ma Ying-jeou, du Kuomintang, redonne son nom original au monument.
En 2017, à l'occasion du 70e anniversaire de l'incident du 28 février 1947 et du 30e anniversaire de la levée de la loi martiale, le ministère de la Culture a annoncé son intention de transformer l'édifice en un centre national invitant à « faire face à l'histoire, reconnaître l'agonie et respecter les droits de l'homme ». La porte principale est depuis couronnée par l'inscription « place de la Liberté », en calligraphie cursive chinoise.

## Garde d'honneur

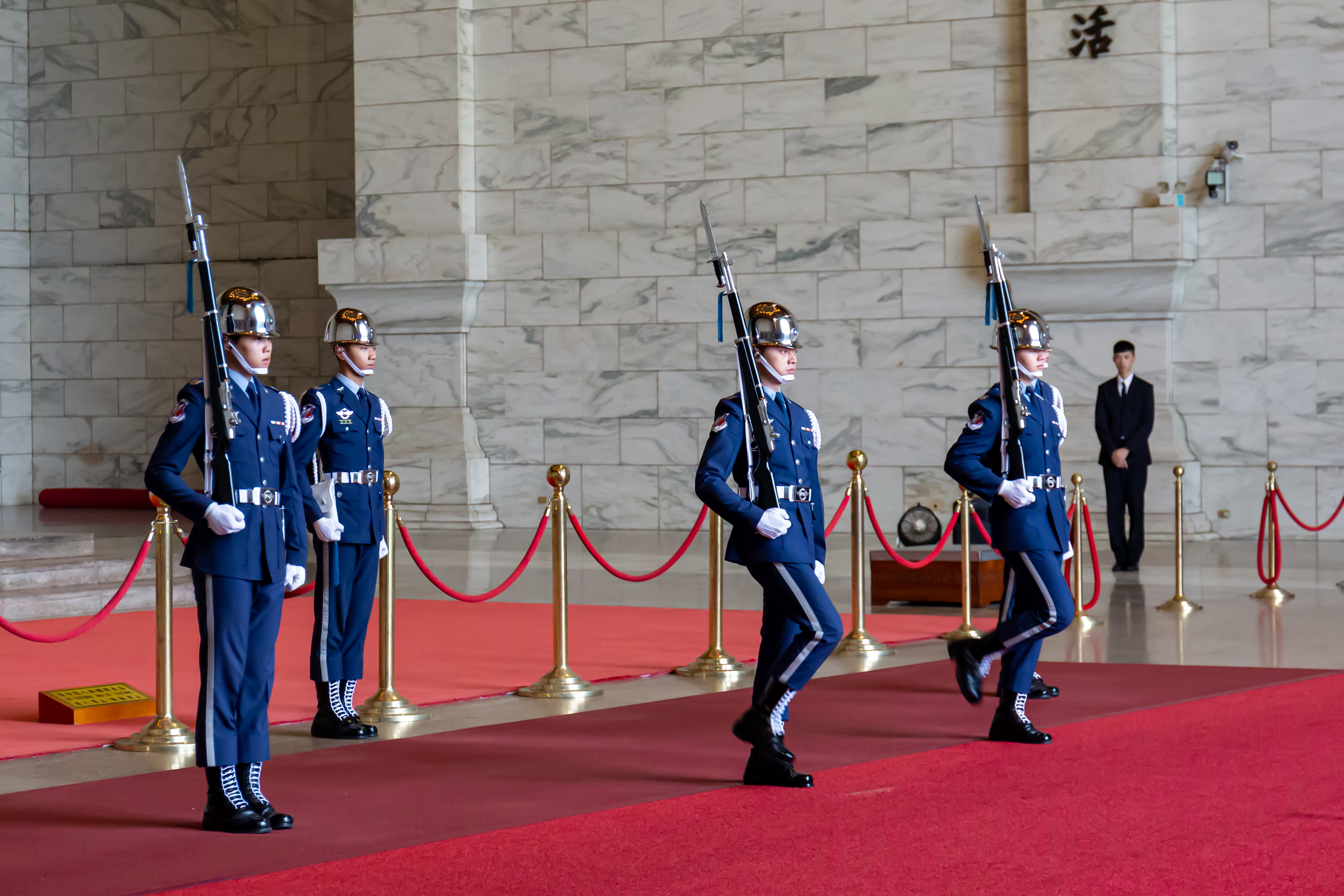
Relève de la garde d'honneur à l'intérieur du mémorial, en 2019.

Depuis l'ouverture du mémorial en 1980, une garde d'honneur veille et performe en son sein, devant la statué de Tchang Kaï-chek.
Le 15 juillet 2024, la mission de la garde d'honneur est modifiée : cette dernière performe dorénavant devant le mémorial plutôt que devant la statue, et prend part à la cérémonie quotidienne du lever et baisser des couleurs au niveau du drapeau national de la place de la Liberté.